# Francis Mourey
Francis Mourey (Montbéliard, 8 december 1980) is een Frans voormalig veldrijder en Wegwielrenner.

## Biografie
Mourey begon met fietsen in competitieverband in het jaar 1995. Nadat hij in 2001 en 2002 Frans veldritkampioen bij de Beloften geworden was en in 2002 en 2003 de Tour de Corse op de weg gewonnen had, mocht hij eind 2003 stage lopen bij FDJeux.com. Voor aanvang van het wielerseizoen 2004 tekende Francis Mourey bij deze wielerploeg zijn eerste profcontract. Hij zou in totaal 12 jaar lang voor deze ploeg uitkomen, tot en met 2015. Vanaf één januari 2016 zou hij twee seizoenen actief zijn bij Fortuneo-Vital Concept.
Gedurende zijn gehele carrière combineerde Mourey zowel het veld- als het wegwielrennen. Vooral in het veldrijden was Mourey succesvol. Hij is de meest gelauwerde Franse veldrijder van zijn generatie. Hij is tevens recordhouder voor wat betreft nationale veldrittitels. Tussen 2005 en 2016 won hij negen titels. Tussen 2007 en 2011 zette hij zelfs een ononderbroken reeks van vijf overwinningen neer. Met zijn totaal van negen titels laat hij het drietal Eugène Christophe, Roger Rondeaux en André Dufraisse achter zich, zij wonnen elk zeven titels. Ook in de Coupe de France de cyclo-cross is hij recordhouder. Tussen 2004 en 2018 won hij 12 keer het eindklassement van dit Frans Regelmatigheidscriterium.
Op internationaal vlak behaalde Mourey ook verschillende mooie resultaten. In november 2006 boekte hij zijn allereerste overwinning in de Wereldbeker veldrijden. Tijdens de manche in het Italiaanse Treviso klopte hij Sven Nys en Erwin Vervecken in een spurt met drie. Een maand later leek hij in het Spaanse Igorre op weg naar zijn tweede wereldbekerzege, maar nadat hij in de laatste ronde een voorsprong van driekwart minuut door materiaalpech zag smelten als sneeuw voor de zon, hij werd uiteindelijk pas vierde. Die tweede wereldbekeroverwinning volgde zeven jaar later. Eind december 2013 wist de Citadelcross van Namen te winnen.
Tijdens de Wereldkampioenschappen behaalde Mourey één medaille. Tijdens het WK 2006 in Zeddam werd hij derde. Gedurende deze wedstrijd reed hij samen met de Belgen Bart Wellens en Erwin Vervecken weg. Deze laatste ontsnapte en werd uiteindelijk wereldkampioen. Twee seconden later klopte Wellens Mourey in de sprint. Tijdens de WK's van zowel 2005 als 2011 viel hij als vierde telkens net naast het podium.
Ook op de weg behaalde Mourey tijdens zijn carrière verschillende goede resultaten. Op 20 juni 2004 boekte hij zijn eerste professionele overwinning. Tijdens de Route du Sud won hij de tweede etappe. Aan de aankomst in Saint-Gaudens klopte hij in de spurt David Millar en Alexandre Botcharov. Een jaar later in 2005 nam hij voor de enige maal in zijn loopbaan deel aan de Ronde van Frankrijk. Zijn beste wegseizoen reed hij in 2013. In het voorjaar werd hij vijfde in de GP Cholet, en won hij de vijfde etappe in de Ronde van de Sarthe. hier ontsnapte hij op twaalf kilometer van de meet. Hij wist het sprintend peloton, en de laatste overblijver van de vroege vlucht Lloyd Mondory voor te blijven. Tien dagen later wist hij ook de Tro Bro Léon, de herkansing voor Parijs-Roubaix op zijn erelijst te schrijven. Samen met ploegmaats Johan Le Bon en Anthony Geslin nam hij de wedstrijd in handen. Met nog drie plaatselijke rondes te gaan in Lannilis trok hij in de aanval. Hij won uiteindelijk met een minuut voorsprong op zijn twee ploegmaats. Later dat jaar reed hij ook een sterke Giro. Hij eindigde in het eindklassement op een twintigste plaats in het eindklassement, als eerste Fransman.
Na het veldritseizoen veldritseizoen 2018-2019 stopte de toen 38-jarige Fransman met koersen. Na zijn carrière werd hij ploegleider. Anno 2022 bij Team Podicom CC.

## Palmares

### Veldrijden

#### Overwinningen
| Seizoen   | Wereldbeker | Challenge National                                              | FK     | WK  | Overige                                                                         | Totaal aantal zeges |
| --------- | ----------- | --------------------------------------------------------------- | ------ | --- | ------------------------------------------------------------------------------- | ------------------- |
| 2001-2002 |             |                                                                 | NVT    | NVT | Frenkendorf                                                                     | 1                   |
| 2002-2003 |             |                                                                 | 11e    | 6e  | Frenkendorf                                                                     | 1                   |
| 2003-2004 |             |                                                                 | 7e     | 7e  | Hittnau, Frenkendorf                                                            | 2                   |
| 2004-2005 |             | Val Joly eindklassement                                         | Goud   | 4e  | Lons-le-Saunier                                                                 | 3                   |
| 2005-2006 |             | Athée-sur-Cher, Nommay, eindklassement                          | Zilver | ↑   | Steinmaur                                                                       | 3                   |
| 2006-2007 | Treviso     | Hénin-Beaumont, Sablé-sur-Sarthe, Blaye eindklassement          | Goud   | DNF | Fehraltorf, Dagmersellen                                                        | 7                   |
| 2007-2008 |             | Sarrebourg, Quelneuc, Cap d'Agde eindklassement                 | Goud   | DNF | Steinmaur, Marle, Wetzikon, Nommay                                              | 8                   |
| 2008-2009 |             | Montrevel, Le Crousot, Quelneuc eindklassement                  | Goud   | 5e  | Marle, Hittnau, Dagmersellen                                                    | 7                   |
| 2009-2010 |             | St Quentin, Besancon, Quelneuc eindklassement                   | Goud   | 5e  | Marle, Dagmersellen, St-Niklaas                                                 | 7                   |
| 2010-2011 |             | Miramas, St-Jean-de-Monts eindklassement                        | Goud   | 4e  | Redmond, Issaquah, Las Vegas, Marle, Dottenijs, Dagmersellen, Pétange, Bussnang | 11                  |
| 2011-2012 |             | Lignères-en-Berry, Rodez, Besançon eindklassement               | Brons  | 12e | Marle, Nommay, Frenkendorf, Dagmersellen,                                       | 7                   |
| 2012-2013 |             | Saverne, Besançon, Pontchateau eindklassement                   | Goud   | 11e | Baden, Aigle, Marle, Frenkendorf, Dagmersellen, Beromünster, Bussnang           | 11                  |
| 2013-2014 | Namen       | St-Étienne-lès-Remiremont, Quelneuc, Flamanville eindklassement | Goud   | 8e  | Steinmauer, Marle, Wiesbaden, Lorsch, Oderzo, Dagmersellen, Lanarvilly          | 12                  |
| 2014-2015 |             | Besancon, Lanarvilly eindklassement                             | Brons  | 20e | Baden, Dielsdorf, Steinmaur, La Mézière, Quelneuc, Dagmersellen, Nommay         | 9                   |
| 2015-2016 |             |                                                                 | Goud   | 15e | Meilen                                                                          | 2                   |
| 2016-2017 |             | Gervans                                                         | 6e     | 31e | Hittnau                                                                         | 2                   |
| 2017-2018 |             | La Mezière                                                      | Zilver | 13e |                                                                                 | 1                   |
| 2018-2019 |             | Razès, Pierric, Flamanville eindklassement                      | Brons  | 26e | Jablines                                                                        | 4                   |
|           |             |                                                                 |        |     |                                                                                 |                     |
| Totaal    | 2           | 33 (12 x eindklassement)                                        | 9      | 0   | 54                                                                              | 98                  |

#### Jeugd
- Frans kampioen veldrijden: 2001 en 2002 (beloften)

#### Erelijst
| Seizoen   | Aantal zeges       | ↑   | ↑   | ↑      | WB  | CN     | UCI |  |
| --------- | ------------------ | --- | --- | ------ | --- | ------ | --- |  |
| 2001-2002 | 1 overwinning(en)  | NVT | NVT | NVT    | NVT | NVT    |     |  |
| 2002-2003 | 1 overwinning(en)  | 6e  | NVT | 11e    | 27e | 7e     |     |  |
| 2003-2004 | 2 overwinning(en)  | 7e  | NVT | 7e     | 7e  | Zilver |     |  |
| 2004-2005 | 3 overwinning(en)  | 4e  | NVT | Goud   |     | Goud   |     |  |
| 2005-2006 | 3 overwinning(en)  | ↑   | NVT | Zilver |     | Goud   | 16e |  |
| 2006-2007 | 7 overwinning(en)  | DNF | NVT | Goud   | 5e  | Goud   | 8e  |  |
| 2007-2008 | 8 overwinning(en)  | DNF | NVT | Goud   | 9e  | Goud   | 12e |  |
| 2008-2009 | 7 overwinning(en)  | 5e  | NVT | Goud   | 16e | Goud   | 11e |  |
| 2009-2010 | 7 overwinning(en)  | 5e  | NVT | Goud   | 9e  | Goud   | 7e  |  |
| 2010-2011 | 11 overwinning(en) | 4e  | NVT | Goud   | 5e  | Goud   | 5e  |  |
| 2011-2012 | 7 overwinning(en)  | 12e | NVT | Brons  | 6e  | Goud   | 8e  |  |
| 2012-2013 | 11 overwinning(en) | 11e | NVT | Goud   | 8e  | Goud   | 6e  |  |
| 2013-2014 | 12 overwinning(en) | 8e  | NVT | Goud   | 5e  | Goud   | 7e  |  |
| 2014-2015 | 9 overwinning(en)  | 20e | NVT | Brons  | 8e  | Goud   | 13e |  |
| 2015–2016 | 2 overwinning(en)  | 15e | DNS | Goud   | 35e | 6e     | 12e |  |
| 2016–2017 | 2 overwinning(en)  | 31e | 16e | 6e     | 52e | Zilver | 41e |  |
| 2017–2018 | 1 overwinning(en)  | 13e | DNS | Zilver | 52e | Brons  | 35e |  |
| 2018–2019 | 4 overwinning(en)  | 26e | DNS | Brons  | 34e | Goud   | 38e |  |
|           |                    |     |     |        |     |        |     |  |
| Totaal    | 98 overwinningen   | 0   | 0   | 9      | 0   | 11     | 0   |  |

### Wegwielrennen

#### Overwinningen
2002
Ronde van Corsica
2e etappe Ronde van Moselle
2003
Ronde van Corsica
2004
2e etappe Route du Sud
2013
5e etappe Ronde van de Sarthe
Tro Bro Léon

#### Resultaten in voornaamste wedstrijden
| Jaar | Ronde van Italië | Ronde van Frankrijk | Ronde van Spanje |
| ---- | ---------------- | ------------------- | ---------------- |
| 2004 | 104e             |                     |                  |
| 2005 |                  | 94e                 |                  |
| 2006 |                  |                     |                  |
| 2007 | 43e              |                     |                  |
| 2008 |                  |                     | 96e              |
| 2009 |                  |                     |                  |
| 2010 |                  |                     |                  |
| 2011 |                  |                     |                  |
| 2012 | 78e              |                     |                  |
| 2013 | 20e              |                     |                  |
| 2014 | 33e              |                     |                  |
| 2015 | 43e              |                     |                  |
| 2016 |                  |                     |                  |
| 2017 |                  |                     |                  |

| Jaar | Ronde van Vlaanderen | Parijs-Roubaix | Amstel Gold Race | Waalse Pijl | E3 Harelbeke |
| ---- | -------------------- | -------------- | ---------------- | ----------- | ------------ |
| 2004 | opgave               | opgave         | opgave           |             |              |
| 2005 | opgave               | opgave         | opgave           |             |              |
| 2006 | opgave               | opgave         | opgave           |             | 19e          |
| 2007 |                      | opgave         | 119e             |             | opgave       |
| 2008 |                      |                | 131e             | 95e         | opgave       |
| 2009 |                      |                | 109e             | 150e        | opgave       |
| 2010 |                      |                | 103e             | 73e         |              |
| 2011 |                      |                |                  |             |              |
| 2012 |                      |                |                  |             |              |
| 2013 |                      |                |                  |             |              |
| 2014 |                      |                |                  |             |              |
| 2015 |                      |                |                  |             |              |
| 2016 |                      | 75e            |                  |             |              |
| 2017 |                      | 81e            |                  |             |              |

## Ploegen
- 2004 –  Fdjeux.com
- 2005 –  Française des Jeux
- 2006 –  Française des Jeux
- 2007 –  Française des Jeux
- 2008 –  Française des Jeux
- 2009 –  Française des Jeux
- 2010 –  FDJ [a]
- 2011 –  FDJ
- 2012 –  FDJ-BigMat
- 2013 –  FDJ.fr [b]
- 2014 –  FDJ.fr
- 2015 –  FDJ
- 2016 –  Fortuneo-Vital Concept
- 2017 –  Fortuneo-Vital Concept

1. ↑  Tot juli heette de ploeg Française des Jeux, daarna werd de naam veranderd.
2. ↑  Tot eind juni heette de ploeg FDJ, daarna werd de naam veranderd.